# Beket Bukovinská
Beket Bukovinská, rozená Heřmanská (18. ledna 1943, Praha) je česká historička umění, specializující se na umělecké řemeslo doby renesance a rudolfinské, zejména zlatnictví a glyptiku, dlouholetá vědecká pracovnice Ústavu pro teorii a dějiny umění ČSAV.

## Život a kariéra
Narodila se v rodině malíře Bohdana Heřmanského (1900–1974). V letech 1962–1968 vystudovala dějiny umění na Filozofické fakultě Univerzity Karlovy (prof. Jaromír Neumann, Emanuel Poche, prof. Jaroslav Pešina) a získala zde doktorát filosofie.
Od roku 1970 působí jako vědecká pracovnice ústavu Oddělení umění raného novověku, zaměřuje se na umělecké řemeslo na dvoře Rudolfa II. Od roku 1990 vykonávala funkci organizačního tajemníka ústavu a v letech 1994–2012 také tajemníka pro oblast vědeckých informací a zástupce ředitele. V sedmdesátých letech spolupracovala na II./1. svazku akademických Dějin českého výtvarného umění, podílela se na organizaci a katalogu první souborné mezinárodní výstavy rudolfinského umění "Prag um 1600. Kunst und Kultur am Hofe Rudolfs II.", konané v Essenu a ve Vídni roku 1988. Společně s Eliškou Fučíkovou a Ivanem Muchkou je také spoluautorkou publikace Kunst am Hofe Rudolfs II., která vyšla roku 1988 německy, česky a francouzsky. Podílela se na koncepci a realizaci mezinárodní výstavy "Rudolf II. a Praha. Císařský dvůr a residenční město jako kulturní a duchovní centrum střední Evropy", která byla uspořádána roku 1997 v Praze. Byla na ní kurátorkou sekce Umělecké řemeslo a kunstkomora a zpracovala většinu textů v katalogu. V návaznosti na tuto výstavu se v letech 1997–1998 podílela na řešení grantového projektu Rudolf II., Praha a svět. Z mezinárodní konference vyšel sborník příspěvků.
V roce 2000 iniciovala v Ústavu dějin umění vznik výzkumného centra Studia Rudolphina, které vedla do roku 2019 a společně s Lubomírem Konečným do roku 2010 editovala a redigovala jeho stejnojmenný bulletin. V rámci centra se podílí na organizaci mezinárodních projektů na téma císařský dvůr Rudolfa II. a panovnické dvory střední Evropy, jež až zahrnuly Mnichov a Drážďany. K jejímu jubileu vydal Ústav dějin umění v roce 2013 obsáhlý sborník prací Libellus Amicorum Beket Bukovinská. .

## Dílo
- Bibliografie Beket Bukovinské do roku 2013 in: Libellus Amicorum Beket Bukovinská. Kolektiv autorů, editoři Lukáš Konečný a Lubomír Slavíček. Vydal Ústav dějin umění Akademie věd České republiky. Praha 2013 ISBN 978-80-86890-62-3
- Anděla Horová (ed.), Nová encyklopedie českého výtvarného umění, Academia, Praha 1995, Dodatky, Academia, Praha 2006 (Katalogová hesla)